# Étang d'Entressen
L’étang d'Entressen, parfois appelé localement Le Grand Étang est un étang sur la commune d'Istres, dans les Bouches-du-Rhône, en région Provence-Alpes-Côte d'Azur. Plusieurs rumeurs racontent qu'il y aurait un avion de la seconde guerre mondiale au milieu de l'étang. 

## Géographie

### Topographie
Situé dans la plaine de la Crau, l'étang est une dépression laissée par la Durance lors de la formation de la plaine.

### Climat
Le climat des Bouches-du-Rhône prédomine, c'est un climat méditerranéen. Les précipitations sont violentes au printemps et à l'automne. Avec une moyenne annuelle de 500 mm d'eau, les étés sont très chauds et les hivers doux. Le mistral, qui souffle une centaine de jours par an, est parfois très violent, avec des pointes à plus de 100 km/h.

## Occupation humaine de l'étang
Une base nautique est installée pour la pratique du canoë-kayak et de la voile.
La pratique de la pêche est autorisée et réglementée auprès de la Société de Pêche du Grand Étang.

## Flore et faune de l'étang

### Flore
Le pourtour de l'étang est constitué de roselières et de ripisylves, où les oiseaux viennent nicher et se reproduire.

### Faune
Plusieurs espèces d'oiseaux se reproduisent sur les abords de l'étang, le Rollier d’Europe (Coracias garrulus), le Busard des roseaux (Circus aeruginosus), le Grèbe huppé (Podiceps cristatus) et le Martin pêcheur (Alcedo atthis). Les reptiles sont quant à eux notamment représentés par la rare tortue aquatique indigène, la Cistude d’Europe (Emys orbicularis). Dans cet étang nous trouvons de grand prédateur comme le silure ou le brochet il y a des vingtaine d’espèce de poisson comme la carpe, le chevaine, le gardon, l'anguille et même des black bass.

## Organisation administrative
- Classé en zone ZNIEFF n°13-134-100, zone terrestre de type:II, Inventaire du Patrimoine Naturel de Provence-Alpes Côte d'Azur[2].